# Tobrilus steineri
Tobrilus steineri is een rondwormensoort uit de familie van de Tobrilidae. De wetenschappelijke naam van de soort is voor het eerst geldig gepubliceerd in 1925 door Micoletzky.